# Castravete
Castravetele (Cucumis sativus) este o plantă legumicolă din familia Cucurbitaceae care include dovlecelul, dovleacul, pepenele galben și pepenele verde și este cultivat pe scară largă. Provine din India și este cultivat în regiuni tropicale și temperate. 
Planta de castravete este o viță târâtoare de 1,5 – 2 m lungime, care crește agățându-se pe spaliere sau alte structuri de susținere cu ajutorul cârceilor. Planta are frunze mari care acoperă fructul. Acesta este cilindric, alungit, cu margini rotunjite și poate crește până la 60cm, cu un diametru de 10cm. De obicei crește cam de 10cm lungime. Castraveții pot fi mâncați în stare crudă sau murați (murături).
Planta se dezvoltă dintr-o sămânță închisă. Din punct de vedere științific, rezultatul polenizării plantei de castravete este un fruct. Clasificarea acesteia ca legumă, ca și în cazul roșiilor și a dovlecelului, de exemplu, este arbitrară și se bazează în principal pe folosirea acestuia în bucătărie.

## Înflorire și polenizare
Câteva varietăți de castravete sunt partenocarpice, rezultând fructe fără semințe, pentru aceste varietăți polenizarea reducându-le potențialul calitativ. De obicei aceste varietăți sunt crescute în sere, unde polenizarea prin insecte este eliminată. În Europa sunt preferate soiurile de castravete care pot produce semințe și care necesită polenizare. Polenizarea acestor varietăți este făcută de albine, bondari și diverse alte soiuri de insecte, apicultorii preferând să-și aducă stupii în preajma terenurilor însămânțate cu legume.
În cazul în care polenizarea nu a avut succes, fructul rezultat  poate îngălbeni, cădea sau crește strâmb. Fructele parțial polenizate pot fi verzi la capătul în apropiere de pețiol, însă galbene și prost formate lângă locul unde a fost floarea.

## Aliment

Consumat ca aliment, castravetele cu coajă, în stare crudă, are un aport de 20kcal la 100 grame, din care carbohidrați aproximativ 3,63g, grăsimi 0,11g, proteine 0,65g, vitamina B1 0,027mg, vitamina B2 0,033mg, vitamina B3 0,098g, urme de vitamina B6 și B9, vitamina C 2,8mg, fier, magneziu, fosfor, potasiu, zinc.
Castravetele este cules când are culoarea verde și poate fi consumat crud sau murat. De asemenea, varietățile fără semințe sunt folosite în industria decorațiunilor alimentare. Pentru murat se folosesc îndeosebi castraveții a căror formă nu este așa de plăcută ochiului, precum cei cu formă neregulată, prea groși sau strâmbi ori cei cu coajă grunzuroasă. Pentru murare se folosește de obicei saramura sau oțetul, în combinație cu diverse plante aromatice. Procedeul de murare reduce conținutul de vitamine din legume, păstrându-le însă în niște valori crescute față de alte procedee de conservare (de exemplu, fierberea). În plus, le conservă pentru mai mult timp. Gustul deosebit și multiplele întrebuințări pe care le are în gastronomie, alături de eliminarea prin murare a unei componente cam indigeste a castravetelui crud, fac din castravetele murat o piesă de rezistență a alimentației umane, în special acompaniate de produse din carne, în sezonul rece.

## Istoric
Castravetele este cultivat de cel puțin 3000 de ani, în Asia de vest; în Europa a ajuns în timpul Imperiului Roman. Sunt cronici din secolul al IX-lea, din Franța, care amintesc de cultivarea castravetelui.
Se crede că este o plantă nativă a teritoriului Indiei de azi. Castravetele este menționat în legenda lui Gilgamesh, între produsele vechiului oraș Ur, fiind consumat de către locuitorii acestuia. Unele surse spun că a fost produs pe scară largă în Tracia; apartenența sa la bucătăria bulgărească și turcească vin să întărească această teorie. Din India, castravetele a ajuns în Grecia (unde este numit "vilwos") și în peninsula italică, unde populația este foarte amatoare de această legumă. Fructul castravetelui este menționat și în Vechiul Testament (Cartea Numerelor 11:5), ca fiind o plantă foarte răspândită în Egipt, chiar și sclavilor israeliți: Ne amintim de Pește, pe care l-am avut pe mesele noastre în timpul robiei egiptene / de castraveți, pepeni, praz, ceapă, usturoi. Israeliții vor rămâne, astfel, foarte atașați de aceste legume, care vor fi folosite adeseori în mesele lor tradiționale de sărbători.
Despre împăratul roman Tiberius se spune că servea castraveți la fiecare masă, indiferent de anotimp. Astfel, pe teritoriul Imperiului Roman a fost dezvoltat pentru prima dată un sistem artificial de creștere a fructelor și legumelor în condiții speciale, similar cu o seră agricolă, pentru a asigura prezența pe masa împăratului a legumei sale favorite. Sistemul de creștere era combinat, pe timpul zilei vasele cu plante de castravete fiind ținute la soare, apoi puse la adăpost în zone acoperite, la căldură, sau erau acoperite cu pânză îmbibată cu ulei, pentru a nu permite circulația curenților de aer. Aceste pânze erau numite specularia.
În însemnările sale, Plinius cel Bătrân consemnează existența unui castravete foarte mic, probabil soiul cornișon, care crește nu mai mare de 8 cm și are coaja neregulată, cu broboane și grunji. Plinius descrie și pregătirea unor remedii naturale din castravete, cu toate că unele cercetări spun că ar fi fost vorba de o plantă diferită, un soi de castravete sălbatic, necultivat. Totodată, este menționată folosirea fructului castravetelui pentru tratarea mușcăturii de scorpion, pentru cei cu vederea slabă și pentru a îndepărta șoarecii din hambare. Nevestele care doreau să rămână însărcinate îi purtau la cingătoare, la fel și moașele chemate la câte o naștere mai grea, și îi aruncau după ce copilul se năștea.
În Evul Mediu, la curtea regelui Carol cel Mare (Franța secolului al XI-lea) se creșteau castraveți. Ei au fost introduși în Anglia la începutul secolului al XIV-lea, pierduți, apoi reintroduși după 250 de ani. În Lumea Nouă, castraveții au ajuns în 1494, în Haiti, o dată cu expedițiile lui Cristofor Columb.
În 1535, Jacques Cartier, explorator francez care a călătorit în zona a ceea ce astăzi se numește Canada, spunea că a găsit castraveți imenși în zona orașului Montreal. În secolele XV-XVII, vânătorii europeni de blănuri, comercianții, exploratorii, vor face schimburi și trocuri cu popoarele indigene amerindinene, inclusiv cu produse agricole. Triburile din Marile Câmpii și din zona Munților Stâncoși au învățat de la conchistadori cum să cultive legumele și fructele europene. Cei mai buni agricultori erau cei din triburile Mandan, din zona Dakota de Nord și de Sud. Ei au învățat să cultive soiuri de castraveți și de pepeni și le-au adăugat rapid în alimentație, pe lângă soiuri de porumb, fasole, și altele din aceeași familie a cucurbitaceelor, dovleac, dovlecel și tărtăcuță. Triburile Iroqueze cunoșteau deja planta, la momentul la care au fost vizitați de primii europeni.
În 1630, reverendul Francis Higginson a publicat o carte pe nume „Plante din Noua Anglie”, în care se descrie o grădină din insula Conant, în portul din Boston, „grădina Guvernatorului”. Acolo sunt descrise multitudinea produselor vegetale cultivate, printre care și „țelină, sfecle, morcovi, care cresc aici mult mai mari și mai dulci decât sunt îndeobște cunoscute în Anglia. Sunt aici și soiuri de dovleac și de castravete de care nu aveam cunoștință înainte”.
În 1633, William Wood publică o carte care conține observațiile sale referitoare la plantele pe care le întâlnise în America „Pământul este foarte bun pentru creșterea verdețurilor de bucătărie, toate soiurile cunoscute în Anglia și altele noi, și care sunt mai mari și mai gustoase”. Câțiva ani mai târziu apar, tot în Anglia, un număr de articole publicate în reviste de specialitate cu profil medical, în care se specifică faptul că verdețurile sunt responsabile de un număr tot mai mare de îmbolnăviri pe timpul verii și că legumele crude nu trebuie consumate de către copii. Castravetele a fost unul din legumele marcate de această proastă reputație, fiind retras din alimentația umană și păstrat doar pentru animale, în special vaci, schimbându-i-se și numele în engleză din cucumber în cowcumber. Nefiind preferat în alimentație, soiurile de castravete au degenerat, spre sfârșitul secolului al XVIII-lea, transformându-se într-o plantă de dimensiuni reduse, cu inflorescență redusă și cu fructe foarte mici.
În jurnalul său, Samuel Pepys nota, în data de 22 septembrie 1663: „Azi, Sir W. Batten m-a informat de trista soartă a unei doamne, Newhouse, care a murit din pricină că a consumat castraveți. Și cred că am mai auzit de un caz asemănător acum câteva zile.”Castravetele este inrudit cu pepenele si cactusul. Conține multă apă.

## Industrie
În industria alimentară, castravetele este foarte preferat în varianta murată, fiind unul din cele mai consumate alimente, inclusiv în industria fast-food.
În industria cosmeticelor, este foarte întrebuințat în diverse creme și loțiuni pentru ten, având un efect calmant, de restabilire a pH-ului pielii, fiind ușor astringent. Totodată, aroma de castravete proaspăt este considerată a fi afrodisiacă.